# Gmina Kolsh
Gmina Kolsh (alb. Komuna Kolsh) – gmina położona w północno-zachodniej części kraju. Administracyjnie należy do okręgu Kukës w obwodzie Kukës.  W 2011 roku populacja wynosiła 1250 mieszkańców – 650 mężczyzn oraz 600 kobiet. Od północy grania gminy przebiega po zbiorniku Fierze na rzece Drin.
W skład gminy wchodzą trzy miejscowości: Kolsh, Myç-Mamëz, Mamëz.